# Szvetlana Jevgenyjevna Feofanova
Szvetlana Jevgenyjevna Feofanova (oroszul: Светлана Евгеньевна Феофанова; Moszkva, 1980. július 16. –) világ- és Európa-bajnok orosz atlétanő, rúdugró. A 2004-es olimpián ezüstérmet, a 2008-ason bronzérmet szerzett. Mindkétszer honfitársa, Jelena Iszinbajeva győzött.
Feofanova karrierjét tornászként kezdte, az 1996-os olimpián kerettag is volt, ám ezt később abbahagyta. Korábban nyolc világcsúcsot állított fel, utoljára 2004-ben kétszer is, ám az akkori rekordjai mindössze 13, illetve 21 napig álltak. 2007-ben fedett pályás Európa-bajnok lett, ám Iszinbajeva akkor nem vett részt a viadalon.